# John Maxwell Coetzee

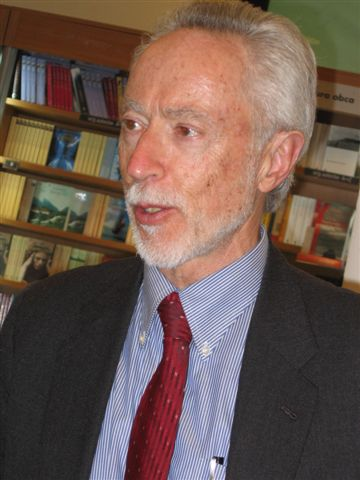
John Maxwell Coetzee 2006-ban Varsóban (Lengyelország)

John Maxwell Coetzee (Fokváros, Dél-afrikai Köztársaság, 1940. február 9. –) Ausztráliában élő dél-afrikai regényíró, irodalomtörténész, kritikus, nyelvész, fordító és esszéista. A nyilvánosság előtt J. M. Coetzee néven szerepel. 2003-ban irodalmi Nobel-díjat nyert. Ma ausztrál állampolgár, Dél-Ausztráliában él. Anyanyelve angol, de beszéli az afrikaanst, a dél-afrikai búr telepesek nyelvét is.

## Ifjúkora és neveltetése
Coetzee a dél-afrikai Fokvárosban nevelkedett. Ügyvéd apja és tanítónő anyja a 17. század körüli holland telepesek leszármazottai voltak. Dédapja Baltazar (avagy Balcer) Dubiel Lengyelországból vándorolt ki a Dél-afrikai Köztársaságba. Coetzee ifjúsága nagy részét Fokvárosban, és a Nyugat-Fokföld tartománybeli Worcesterben töltötte, ahogyan azt a Boyhood (Fiúkor) című emlékiratában leírja. A Fokváros elővárosában, Rondeboschban lévő St. Joseph katolikus főiskolán folytatta tanulmányait. 1961-ben a fokvárosi egyetemen elsőfokú (Bachelor of Arts) diplomát szerzett matematika és irodalom szakon, majd 1963-ban megkapta a középfokú (Master of Arts) végzettséget is.

## Akadémiai és irodalmi pályája
Az 1960-as évek elején Coetzee Londonban dolgozott az IBM vállalatnál mint számítógép-programozó. Londoni tartózkodásának hatására születik később két fikcionalizált, önéletrajzi tanulmánya: Boyhood: Scenes From Provincial Life (1997), és Youth: Scenes From Provincial Life II (2002).
1965-től 1971-ig az Amerikai Egyesült Államokban élt, ahol folytatta tanulmányait és tanársegédként dolgozott a texasi egyetemen (University of Texas, Austin); itt kapta meg 1969-ben a nyelv- és irodalomtudomány doktora címet. Disszertációja a számítógép felhasználásával Samuel Beckett munkáinak stilisztikai elemzése volt. Miután elhagyta Texast, angol irodalmat tanított New York állam egyetemén (University of New York at Buffalo) 1971-ig. 1971-ben Coetzee kérvényezte letelepedését az Amerikai Egyesült Államokba, de az amerikai kormány ezt visszautasította a vietnámi háború elleni felszólalásai miatt. Ekkor visszatért a Dél-afrikai Köztársaságba, és a fokvárosi egyetemen angol irodalmat tanított. Nyugdíjba vonulása után, 2002-ben az ausztráliai Adelaide-be költözött, ahol az adelaide-i egyetem angol szakán a "tiszteletbeli kutató" címét kapta. Élettársa, Dorothy Driver, ugyanitt tanít. 2003-ig fenntartotta professzori állását is a chicagói egyetem (University of Chicago) a Társadalmi Gondolat Bizottsága (Committee on Social Thought) nevezetű fakultásán. Regényei mellett Coetzee kritikai munkákat, azonkívül fordításokat holland és afrikaans nyelvekből is publikált.
2006 március 6-án Coetzeet ausztrál állampolgárrá avatták. A ceremónia után Coetzee ezt mondta: „Az ausztrál nép szabad és nagylelkű szelleme vonzott ide, azonkívül maga a földrész szépsége, és – amikor Adelaide-ot először megláttam – a város bája, azé a városé, melynek most megtisztelt tagja lehetek és otthonomnak nevezhetek.” („I was attracted by the free and generous spirit of the people, by the beauty of the land itself and – when I first saw Adelaide – by the grace of the city that I now have the honour of calling my home.”)

## Egyénisége és hírneve
Annyira kerüli a nyilvánosságot, hogy nem volt hajlandó személyesen átvenni a két angol irodalmi díjat sem, amivel megjutalmazták (Booker-díj). 1963-ban megházasodott, majd 1980-ban elvált. A házasságból egy lánya és egy fia született. Fia 23 éves korában egy baleset következtében meghalt. A tragikus eseménnyel a The Master of Petersburg (1994) című regényében próbált szembenézni. Rian Malan, a Dél-afrikai Köztársaságban született író és újságíró ezt írta róla: Coetzee „…egy majdnem kolostori önfegyelemmel és dedikációval rendelkező ember. Nem iszik, nem dohányzik, nem eszik húst. Hogy formában tartsa magát, nagy távolságokat jár be kerékpárral, és legalább egy órát tölt minden reggel az íróasztalánál, a hét minden egyes napján. Egy kollégája, akivel több mint egy évtizedig dolgozott együtt, állítja, hogy csak egyszer látta nevetni. Az író egy másik ismerőse, bizonyos vacsorameghívásokon megfigyelte, hogy Coetzee egyetlen szót sem szólt ezeken az összejöveteleken.”
Magányt kereső életmódja miatt Coetzee dedikált regényei széles körű keresletnek örvendenek. Amikor ezt Coetzee észrevette, segített az Oak Tree Press' First Chapter Series nyomdai vállalkozás megalapításában, mely az irodalmi nagyok megszabott kiadású, dedikált munkáival igyekszik pénzt szerezni az afrikai árva gyerekek és a HIV/AIDS kiskorú áldozatai számára. Mint állatbarát, gyakran felszólal az állatok érdekében is, sorsuk témája legtöbb művében felbukkan.

## Sikerek és díjak
Írói pályafutása alatt Coetzee legtöbb regénye nyert valamilyen díjat: 1980-ban a A barbárokra várva (Waiting for the Barbarians) megkapta az angol James Tait Black Memorial Prize-t; háromszor a Central News Agency irodalmi díjat (dél-afrikai irodalmi díj); az Age of Iron a "Sunday Express Book of the Year" jutalmát kapta; The Master of Petersburg című regényt az Irish Times International Fiction Prize díjnyertes könyvvé nyilvánította 1995-ben; megnyerte a francia Femina-díjat, a Geoffrey Faber-emlékdíjat, the Commonwealth Literary Award díjakat is, és 1987-ben a Jerusalem Prize nevű jutalmat az egyéni szabadság érdekében írt munkáiért. Ő volt az első, aki kétszer is megkapta a magas tiszteletben álló angol Booker-díjat: először a Life & Times of Michael K regényéért 1983-ban, majd a Disgrace címűért 1999-ben. Azóta csak az ausztrál Peter Carey részesült ebben a kitüntetésben.
2003. október 2-án nyilvánosságra került, hogy rövidesen megkaphatja az irodalmi Nobel díjat–ő lett a negyedik afrikai, és abban az időben második dél-afrikai író (Nadine Gordimer után). Amikor az elismerést átnyújtották, dicséretet kapott jól megépített regényeiért, tömör párbeszédeiért, kiváló analitikus képességéért, és munkája erkölcsi értékéért. Az ünneplést 2003. december 10-én tartották Stockholmban.
Coetzeet 2005. szeptember 27-én a dél-afrikai kormány az "Order of Mapungubwe" nemzeti rendjellel tisztelte meg az irodalom érdekében végzett kivételes munkájáért, és nem utolsósorban azért, mert írásaival hozzájárult ahhoz, hogy a Dél-afrikai Köztársaság pozitív értelemben is a világ közvéleménye elé került.

## Bibliográfia

### Regények
- Dusklands (1974) ISBN 0-14-024177-9
- In the Heart of the Country (1977) ISBN 0-14-006228-9
- Waiting for the Barbarians (1980) ISBN 0-14-006110-X
- Life & Times of Michael K (1983) ISBN 0-14-007448-1
- Foe (1986) ISBN 0-14-009623-X
- Age of Iron (1990) ISBN 0-14-027565-7
- The Master of Petersburg (1994) ISBN 0-14-023810-7
- Disgrace (1999) ISBN 0-09-928952-0
- Elizabeth Costello (2003) ISBN 0-670-03130-5
- Slow Man (2005) ISBN 0-670-03459-2
- Diary of a Bad Year (2007)
- The Childhood of Jesus (2013)

### Fiktív elemekkel tűzdelt önéletrajzi írások
- Boyhood: Scenes from Provincial Life (1997) ISBN 0-14-026566-X
- Youth: Scenes from Provincial Life II (2002) ISBN 0-670-03102-X

### Esszék
- White Writing: On the Culture of Letters in South Africa (1988) ISBN 0-300-03974-3
- Doubling the Point: Essays and Interviews (1992) ISBN 0-674-21518-4
- Giving Offense: Essays on Censorship (1996) ISBN 0-226-11176-8
- The Lives of Animals (1999) ISBN 0-691-07089-X
- Stranger Shores: Literary Essays, 1986–1999 (2002) ISBN 0-14-200137-6
- Inner Workings: Literary Essays, 2000–2005 (2007) New York Times Review

### Fordítások/könyvbevezetők
- Landscape with Rowers: Poetry from the Netherlands Translated and Introduced by J. M. Coetzee (2004) ISBN 0-691-12385-3
- Introduction to Robinson Crusoe by Daniel Defoe (Oxford World's Classics) ISBN 0-19-210033-5
- Introduction to Brighton Rock by Graham Greene (Penguin Classics) ISBN 0-14-243797-2

## Magyarul megjelent művei
- A barbárokra várva. Regény; ford. Sebestyén Éva, utószó Gy. Horváth László; Európa, B., 1987 (Modern könyvtár)
- Michael K élete és kora; ford. Ross Károly; Art Nouveau, Pécs, 2003
- A semmi szívében; ford. Babits Péter; Art Nouveau, Pécs, 2003
- Foe; ford. Babits Péter; Art Noveau, Pécs, 2004 (Robinson Crusoe története egy nő szemével, Daniel Foe – Daniel Defoe – J.M. Coetzee sorai közt)
- Elizabeth Costello; ford. Barabás András; Art Nouveau, Pécs, 2005
- Mikor egy nő megöregszik; ford. Barabás András; Penulum, Pécs, 2006
- Az író nő; in: A nő mint szubjektum, a női szubjektum; szerk. Séllei Nóra; Kossuth Egyetemi Kiadó, Debrecen, 2007 (Orbis litterarum)
- Szégyen; ford. George Gábor; Art Noveau, Pécs, 2007
- Alkonyvidék; ford. Bényei Tamás; Art Noveau, Pécs, 2008
- Paul Auster–J. M. Coetzee: Itt és most; ford. Vághy László; Európa, Bp., 2013
- Jézus gyermekkora; ford. Kada Júlia; Helikon, Bp., 2014

## Fordítás
- Ez a szócikk részben vagy egészben  a   John_Maxwell_Coetzee című angol Wikipédia-szócikk fordításán alapul.  Az eredeti cikk szerkesztőit annak laptörténete sorolja fel. Ez a jelzés csupán a megfogalmazás eredetét és a szerzői jogokat jelzi, nem szolgál a cikkben szereplő információk forrásmegjelöléseként.